# 제임스 설터

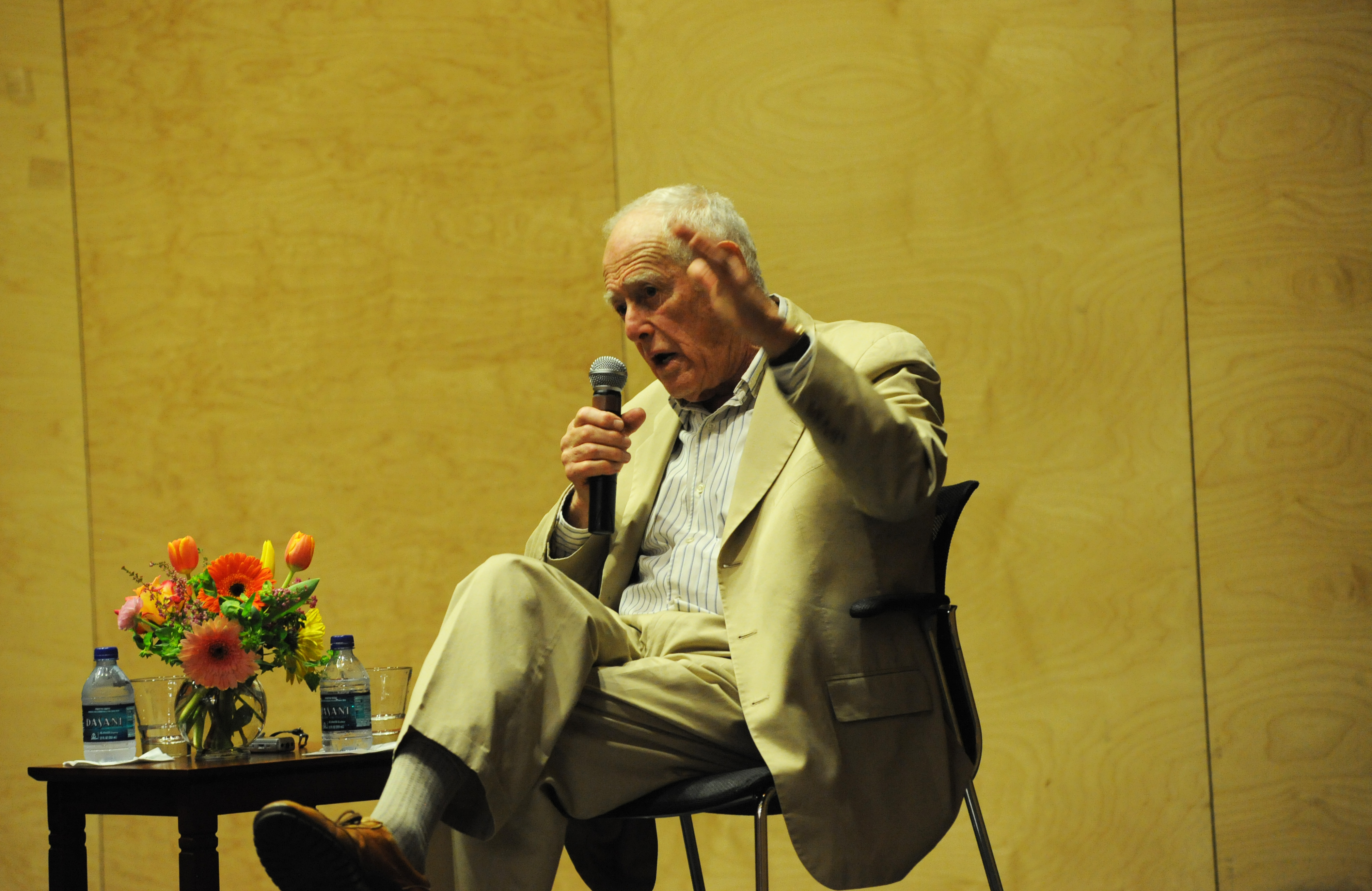
툴레인 대학에서의 제임스 설터, 2010

제임스 설터(James Arnold Horowitz, 1925.06.10 - 2015.06.19)는 미국의 소설가이다. 본명은 제임스 아놀드 호로비츠이고, 필명으로써 제임스 설터를 사용하였지만 이후에 정식으로 개명하였다.
미 공군 장교이자 조종사로서 복무했으며, 1957년 그의 첫 소설 [사냥꾼들]의 성공으로 인해 전역, 전업 작가로 데뷔했다.

## 일생
1925년 6월 10일, 뉴저지에서 조지 호로비츠의 아들로 태어났다. 조지 호로비츠는 부동산 중개인이자 사업가로, 웨스트포인트 사관학교를 졸업하고 미육군 공병대에서 복무하였다. 조지 호로비츠는 대령으로 전역하였으며, 복무 동안 훈공장(Legion of Merit)를 수여받았다.
제임스 설터는 맨하탄에서 자랐으며, 해당 지역의 오라스 만 사립학교를 졸업했다. 그는 스탠포드 대학교 혹은 MIT에 진학하고자 하였으나, 1941년 전쟁 발발에 대비해 미육군 공병대에 재입대한 아버지의 권유로 1942년 7월 15일 웨스트포인트 사관학교에 입학했다. 그리고 3년만에 852명의 동기생 중 49등의 성적으로 1945년에 졸업하였다.
그는 아칸소 주, 파인블러프에서 초급 비행 훈련을, 뉴욕 스튜어트 필드에서 고급 훈련을 받았다. 1945년 5월, 대륙 횡단 항법 비행 중 연료부족과 철도 가대를 활주로로 착각하는 실수로 메사추세츠 주, 그레이트배링턴의 한 주택에 T-6 텍사스 훈련기를 불시착하는 사고를 발생시켰다. 그 결과, 그는 1946년 2월까지 B-25를 이용한 다중 엔진 훈련에 배치되었다. 이후 필리핀 닐슨 비행장, 오키나와 나하 공군기지, 타치카와 공군기지에 주둔한 제6수송비행대대에 첫 부대배치를 받았으며 1947년 1월 중위로 진급했다.
호로비츠는 1947년 9월 하와이 히캄 공군기지로 전출된 후 1948년 8월 조지타운 대학교 대학원 과정에 입학하여 1950년 1월 석사 학위를 받았다. 1950년 3월 버지니아주 랭글리 공군기지에 있는 전술항공사령부 본부로 배속되어 한국전쟁에 자원할 때까지 근무했다. 1952년 2월 메인주 프레스크 아일 공군기지에 있는 제75전투요격비행대대에서 F-86 세이버로 전환 훈련을 받은 후 한국에 도착했다. 그는 미그 사냥으로 유명한 제4전투요격비행단 제335전투요격비행대대에 배속되었다. 1952년 2월 12일부터 8월 6일까지 100회 이상의 전투 임무를 수행했으며, 1952년 7월 4일에는 MiG-15를 격추하는 데 기여한 공로를 인정받았다.
이후 호로비츠는 독일과 프랑스에 주둔하며 소령으로 진급한 후 공중 시범팀을 지휘하는 임무를 맡았고, 비행대대 작전 장교가 되어 비행대대 사령관으로 발탁되었다. '언더 밀크 우드'에서 영감을 받아 비번 시간에 첫 소설인 [사냥꾼들]을 집필하여 1956년 '제임스 설터'라는 필명으로 출판했다. 소설의 영화화 판권 덕분에 설터는 1957년 미 공군 현역을 그만두고 전업 작가로 활동할 수 있었다. 그는 또한 법적으로 이름을 'Salter'로 개명했다.
1958년 로버트 미첨 주연의 영화 '사냥꾼들'은 강렬한 연기와 감동적인 줄거리, 한국전쟁의 사실적인 묘사로 호평을 받았다. 할리우드 기준으로는 훌륭한 각색이었지만, 한때 '핫 샷'으로 여겨졌지만 주변 사람들이 영광을 누리는 동안 첫 전투 경험에서 좌절감만 느낀 31세 전투기 조종사의 서서히 자멸하는 과정을 다룬 원작 소설과는 매우 달랐다.
그는 2015년 6월 19일 뉴욕 사그 하버에서 사망했다.

## 작가경력
설터는 독립 다큐멘터리 영화의 작가로 영화 시나리오를 쓰기 시작했으며, 텔레비전 작가인 레인 슬레이트(팀, 팀, 팀)와 공동으로 베니스 영화제에서 상을 받았다.
그는 할리우드를 경멸했지만 할리우드를 위해 글을 쓰기도 했다. 로버트 레드포드에게 의뢰했다가 거절 당한 그의 마지막 각본은 그의 소설 [솔로 페이스]가 되었다.
현대 미국 소설의 작가로 널리 알려진 설터는 자신의 작품에 대해 비판적이었는데, 1967년에 발표한 소설 [스포츠와 여가]만이 자신의 기준에 근접했다고 말했다. 전후 프랑스를 배경으로 한 '스포츠와 여가'는 미국인 학생과 젊은 프랑스 여성이 등장하는 에로티카로, 학생을 거의 알지 못하지만 그 여성을 동경하는 익명의 화자가 현재 시제로 회상하는 형식으로 서술하며, 대부분의 내레이션이 판타지임을 자유롭게 인정한다. 설터의 단편 소설과 소설에 등장하는 많은 인물은 유럽 문화, 특히 그가 "세속적인 성지"라고 묘사하는 프랑스에 대한 그의 열정을 반영한다.
설터의 산문은 어니스트 헤밍웨이와 헨리 밀러 둘 다의 명백한 영향을 보여준다. 그러나 그 스스로는 앙드레 지드와 토머스 울프에게 가장 큰 영향을 받았다고 말한다. 그의 글은 종종 평론가들에 의해 "간결한"또는 "압축된"것으로 묘사되며 짧은 문장과 문장 조각으로 1인칭과 3인칭 사이, 현재와 과거 시제 사이를 전환한다. 그의 대화는 누가 말하는지 명확하게 하기 위해 필요한 경우에만 기인하며, 그렇지 않으면 독자가 어조와 동기에서 추론 할 수 있도록 한다.
1997년에 출간한 회고록 [불타는 시절]은 이러한 산문 스타일을 사용하여 웨스트포인트, 공군, 유럽에서 유명인사로 활동한 경험이 자신의 라이프스타일 변화에 미친 영향을 기록했다. 영화는 수많은 불륜 에피소드를 기념하는 것처럼 보이지만, 사실 설터는 딸의 죽음에 대한 가슴 아픈 회상처럼 그 사건과 그 사건이 남긴 인상을 되돌아보고 있다. 사냥꾼들의 한 대사가 이러한 감정을 잘 표현한다: "그들은 과거와 그 거룩함에 대해 아무것도 몰랐다."
설터는 1988년 단편 소설집 [황혼]을 출간했다. 이 작품집은 펜/포크너 상을 수상했으며, 그 중 한 작품 [20분]은 1996년 영화 'Boys'의 원작이 되었다. 그는 2000년에 미국 예술 문학 아카데미 회원으로 선출되었다. 2012년 펜/포크너 재단은 그의 작품이 독자들에게 "불, 불꽃, 레이저, 삶의 모든 힘을 사용하여 이야기를 불태우는 문장을 만드는 방법을 보여준다"며 제25회 펜/말라무드 상 수상자로 선정했다.
그의 마지막 소설인 [올 댓 이즈]는 2013년에 출간되어 호평을 받았다.
단편 소설과 시나리오를 포함하여 그가 출판한 모든 작품의 서신, 원고, 대폭 수정된 원고 초안 등 설터의 글은 텍사스 오스틴의 해리 랜섬 센터에 보관되어 있다.

## 작품

### 소설
- [사냥꾼들] (1957, 개정판 발행 1997)
- [암 오브 플레시] (1961)
- [스포츠와 여가] (1967)
- [가벼운 나날] (1975)
- [솔로 페이스] (1979)
- [불타는 시절] (회고록, 1997)
- [카사다] (2012)
- [올 댓 이즈] (2013)

### 단편소설 및 에세이
- [황혼] (단편 1988)
- [어젯밤] (단편 2005)
- [그때 그곳에서] (여행 산문집 2005)

## 추가 문헌
- Dowie, William (1998). 《James Salter》. New York: Twayne Publishers.
- Paumgarten, Nick (2013년 4월 15일). “The last book : James Salter is a revered writer. Can he become a famous one?”. Profiles. 《The New Yorker》. 89권 9호. 42–51쪽.
- Paumgarten, Nick, Postscript: James Salter, 1925–2015 The New Yorker, June 21, 2015